# 6527 Takashiito
6527 Takashiito eller 1992 UF6 är en asteroid i huvudbältet som upptäcktes den 31 oktober 1992 av de båda japanska astronomerna Akira Natori och Takeshi Urata vid Yakiimo-observatoriet. Den är uppkallad efter japanen Takashi Ito.
Asteroiden har en diameter på ungefär 4 kilometer.